# Длинноплавниковая бородатка
Длинноплавнико́вая борода́тка, или длинноплавнико́вый доллоидра́ко (лат. Dolloidraco longedorsalis) — морская антарктическая донная рыба семейства бородатковых (Artedidraconidae) отряда окунеобразных (Perciformes). Является единственным видом в роде доллоидрако (Dolloidraco). Впервые описана как новый для науки род и вид в 1913 году французским зоологом Луи Рулем (фр. Louis Roule, 1861—1942) по синтипам, пойманным  в заливе Маргариты у западного побережья Антарктического полуострова.
Род Dolloidraco назван в честь французского зоолога Луи Долло (фр. Louis Dollo, 1857—1931). Вторая часть сложного слова названия рода — греч. drako — дракон связана необычным внешним видом рыбы, голова которой напоминает дракона. Видовой эпитет longedorsalis происходит от двух латинских слов — лат. longus — длинный и dorsalis — спинной и связан с наличием у рыб высокого спинного плавника.
D. longedorsalis — это типично донная, эврибатная, небольшая рыба общей длиной до 14 см. Циркумполярно-антарктический вид, эндемик высокоширотной зоны Южного океана, известный с глубин 202—1145 м. Согласно схеме зоогеографического районирования по донным рыбам Антарктики, предложенной А. П. Андрияшевым и А. В. Нееловым, ареал вида находится в границах гляциальной подобласти восточноантарктической и западноатнтарктической провинций Антарктической области.
Как и у других антарктических бородаток у D. longedorsalis имеется подбородочный усик, уникальная видоспецифичность строения которого является одной из важнейших характеристик в систематике семейства в целом, а также голое тело, за исключением чешуй в боковой линии. Этому виду, как единственному члену монотипического рода Dolloidraco, свойственны следующие признаки: первый спинной плавник расположен над жаберной крышкой, голова с неразвитыми посттемпоральными костными гребнями, относительно крупная, неширокая, с узким межглазничным пространством, коротким рылом, длина которого меньше диаметра орбиты, и с загнутым вперёд, хорошо развитым оперкулярным шипом; довольно длинный подбородочный усик; в задней части медиальной боковой линии имеются трубчатые чешуи.
Длинноплавниковая бородатка может встречаться в уловах донных тралов в прибрежных водах Антарктиды на шельфе и континентальном склоне, а также в желудках хищных рыб.

## Характеристика длинноплавниковой бородатки
В первом спинном плавнике 3—4 мягких колючих луча; во втором спинном плавнике 22—25 лучей; в анальном плавнике 14—16 лучей; в грудном плавнике 16—18 лучей. В дорсальной (верхней) боковой линии 8—18 трубчатых костных члеников (чешуй) и 0—2 округлых членика, в медиальной (срединной) боковой линии 7—20 костных члеников. В нижней части первой жаберной дуги тычинки расположены в 2 ряда; общее число тычинок в верхней части дуги 0—5 и 10—15 тычинок в нижней части дуги. Общее число позвонков 34—36
Тело удлинённое, сжатое с боков, низкое, его высота составляет около 12—13 % стандартной длины тела. Голова довольно крупная, относительно узкая, её высота примерно равна или несколько больше ширины головы, её длина содержится 1,8—2,8 раза, или 36—56 % в стандартной длине. Посттемпоральные костные гребни на верху головы не выражены. Вершина нижней челюсти не выдаётся вперёд. Рыло заметно короче, чем горизонтальный диаметр орбиты. Глаз большой — около 23—40 % длины головы. Межглазничное пространство очень узкое — около 4—7 % длины головы. Первый спинной плавник очень высокий, расположен над основанием жаберной крышки. Второй спинной плавник также высокий. Две боковых линии — верхняя (дорсальная) и нижняя (медиальная), представленные трубчатыми или прободёнными костными чешуями. В дорсальной боковой линии передний участок с трубчатыми чешуями довольно длинный. В медиальной боковой линии задний, более длинный участок, представлен трубчатыми чешуями.
Подбородочный усик довольно длинный и тонкий — его относительная длина составляет около 30—46 % длины головы. Наличие терминального расширения на усике у некоторых рыб, возможно, связано с половым диморфизмом.
Общий фон окраски в целом светлый, желтовато-коричневый, более тёмный в хвостовой части тела, без явно выраженных пятен. Подбородочный усик светлый. На голове более тёмные участки имеются на щеках ниже глаза и на жаберной крышке. Спинные плавники тёмные. Анальный плавник тёмный у основания и светлый вдоль внешнего края. Грудные плавники по больше части светлые, несколько темнеющие в нижней части, с нечёткими вертикальными тёмными полосами. Брюшные плавники в основном светлые, тёмноокрашенные у основания. Хвостовой плавник со светлым фоном и тёмным пятном у основания, а также широкой тёмной вертикальной полосой в задней половине; на плавнике могут также присутствовать несколько узких тёмных вертикальных полос.

## Распространение и батиметрическое распределение
Ареал вида характеризуется как циркумполярно-антарктический и охватывает прибрежные воды окраинных морей Антарктиды вокруг Антарктического полуострова, в море Беллинсгаузена, в море Уэдделла, море Содружества, море Дейвиса, море Моусона и море Росса. Эврибатный вид, встречается от углублённой части шельфа до континентального склона на глубинах от 202 до 1145 м.

## Размеры
Мелкий вид: достигает 137 мм общей длины.

## Образ жизни
Типично донный сублиторально-батиальный вид и типичный бентофаг. В питании, изученном в морях Росса и Уэдделла, главным образом присутствуют свободноживущие полихеты, а также седентарные полихеты и бокоплавы — гаммариды и амфиподы.  Кроме того, в желудках рыб в незначительных количествах также встречаются кумовые раки, мизиды, каляноидные копеподы и гидроиды.